# Hermes-Simplex

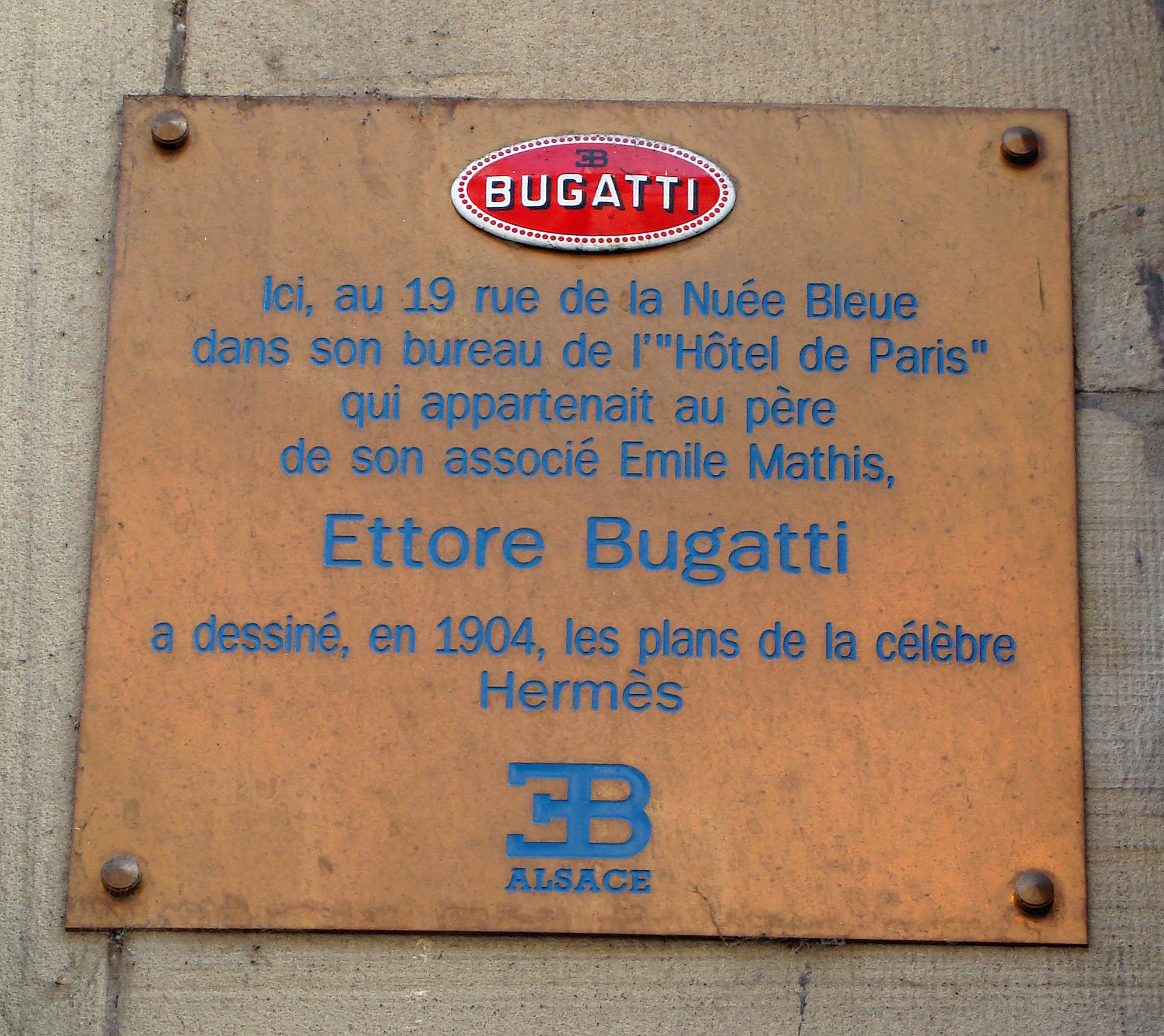
Pamětní deska Ettore Bugattiho, který v letech 1903–1904 pracoval na ulici Nuée Bleue 19 ve Štrasburku pro firmu Hermes-Simplex

Hermes-Simplex byla německo-alsaská značka automobilů.

## Historie firmy
Obchodník s automobily Émile Mathis a inženýr Ettore Bugatti se seznámili ve společnosti De Dietrich v Niederbronnu. Mathis vlastnil významný odchod s automobily a chtěl zákazníkům nabídnout i drahé a luxusní vozy. Angažoval tedy Bugattiho jako konstruktéra. Vozy byly vyráběny v Société Alsacienne de Construction Mécanique (SACM) v Graffenstadenu. V roce 1906 jejich spolupráce skončila. Mathis vyráběl od roku 1910 vlastní vozy pod značkou Mathis.

## Vozidla
Vyráběny byly sportovní automobily s velkými čtyřválcovými motory. Typ 40/50 PS měl motor o objemu 7430 cm³, typ 50/60 PS se podle přání zákazníka dodával s motorem o objemu 8480 nebo 8986 cm³. Nejsilnější typ 80/90 PS poháněl agregát o objemu 12 058 cm³. Automobily byly vybaveny zapalováním Simms-Bosch. Vozy značky se účastnily i závodů.
Automobil značky Hermes-Simplex je vystaven v Cité de l’Automobile v Mylhúzách.